# Myriopholis yemenica
Espèce
Synonymes
- Leptotyphlops yemenicus Scortecci, 1933
- Myriopholis yemenicus (Scortecci, 1933)

Statut de conservation UICN

 DD  : Données insuffisantes
Myriopholis yemenica est une espèce de serpents de la famille des Leptotyphlopidae.

## Répartition
Cette espèce est endémique du Yémen.	

## Publication originale
- Scortecci, 1933 : Leptotyphlops yemenicus sp. n. Atti della Società italiana di Scienze naturali e del Museo Civico di Storia naturale di Milano, vol. 72, p. 165–166.